# Alcañicejo
Alcañicejo es un despoblado del actual término municipal de Tosos, en el Campo de Cariñena de la provincia de Zaragoza.

## Toponimia
En textos medievales se puede ver escrito sin diminutivo como Alcanyiç, con diminutivo -ello  o con la variante -ello/-ejo (Alcannicello, Alcanicillo, Alcanyicello, Alcanyicejo), con diminutivo -iello (Alcaniciello, Alcanyziello), o con diminutivo -uelo (Alcanyiçuelo). 
También se ve en textos medievals el apelativo de la Uerba (Alcanniz de la Huerba). La forma con sufijo -ello es una forma que corresponde a la fonética aragonesa y que se castellanizó dando lugar al actual topónimo Alcañicejo.

## Historia
En la Edad Media un castillo controlaba estratégicamente el paso por el río Huerva. En fuentes musulmanas andalusíes se menciona Al Kanisa en 878 como un puesto de paso donde hubo una batalla en una expedición contra Saraqusta. También es mencionado probablemente en el Poema de Mío Cid:

tierras d'Alcañiz negras las va parando e a derredor todo lo va preando.

Alcañicejo fue reconquistado por Alfonso I el Batallador que en diciembre de 1124 lo donó a los hermanos Fruela y Pelayo pero retenendo una tercera parte.

et in super dono uobis alio castello, qui dicitur Alkanic quod habeatis de illum illas IIs partes / per uestra hereditate et illa tercia parte, quod teneatis illam per honorem pro me.

El lugar y castillo cambiaron de manos en muchas ocasiones. El 20 de agosto de 1348 lo compró la Comunidad de Daroca pero pasó a manos de Ximeno de Bailo el 12 de octubre de 1364 por cesión de Pedro el Ceremonioso. Los últimos derechos reales que tenía la corona fueron vendidos a Juan Fernández de Heredia el 12 de febrero de 1371. En 1372 el rey cedió este lugar y castillo a Gonzalo González de Lucio.